# آندری یارمولنکو
آندری میکولایوویچ یارمولنکو (اوکراینی: Андрій Миколайович Ярмоленко؛ زادهٔ ۲۳ اکتبر ۱۹۸۹) بازیکن فوتبال اهل اوکراین است. او در حال حاضر در باشگاه العین امارات بازی می‌کند.
وی سابقه ۱۰۹ بازی ملی برای تیم ملی فوتبال اوکراین در کارنامه دارد، همچنین پست تخصصی او وینگر است.